# 귀스타브 르 봉

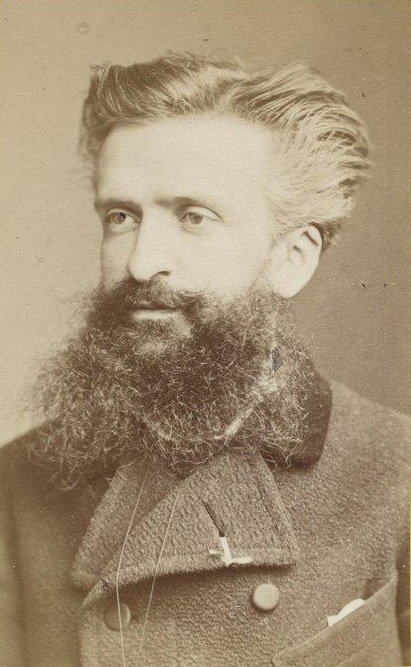
귀스타브 르 봉의 사진

귀스타브 르 봉 (Gustave Le Bon, 1841년 ~ 1931년) 은 프랑스의 사회학자다. 또한 사회심리학자로서 '군중심리'를 통해 알려져 있다. 연구 분야는 의학, 이론물리학, 고고학, 인류학 등 넓고 박식다재하다. 그의 연구 중 특히 유명한 것은 '군중심리'와 '민족진화의 심리법칙'이다. '군중심리'라는 책으로 유명해진 르 봉은 지그문트 프로이트의 비판을 받기도 했으나 '사회심리 연구'의 발판을 마련한 학자 중 하나라고 할 수 있다. 책을 통한 공부보다는 유익한 경험을 중시했으며 긴 여행을 통해 여러 민족의 관습을 연구하기도 했다. 사회심리를 연구하며 사적인 이익보다는 인종간, 계층간의 관용과 상호이해, 상호협동을 위해 표명하기도 했다.

## 평가
독일의 경제학자인 조지프 슘페터는 르 봉에 대해서 다음과 같이 말한다. "정치 속에는 비합리적 요소가 많은데, 그 비합리적 요소의 중요성은 항상 귀스타브 르 봉과 연결된다. 르 봉이 그에 관한 최초의 이론가다. 집단 속의 인간이 하는 행동의 실체를 부각시키면서.... 르 봉은 모두가 알고 있지만, 모두가 직시하기를 꺼리는 현상을 우리의 얼굴 앞에다가 놓아둔 것이다. 귀스타브 르 봉이 민주주의와 혁명을 부르짖는 인간의 본성에 대한 관념에다가 큰 타격을 가했다. "

## 저서
- Anatomical & Mathematical Researches into the Laws of the Variations of Brain Volume & Their Relation to Intelligence (1879)
- The Pocket Cephalometer, or Compass of Coordinates
- Experimental Researches on the Variations of the Volume of the Brain and Skull (1878)
- 《인간과 사회 : L'Homme et les Sociétés》(1881)
- The Study of Races and Present-day Anthropology (1881)
- On the Applications of Photography to Anthropology with Respect to the Photographs Taken of the Fuegians Housed at the Jardin d'Acclimatation (1881)
- La Civilisation des Arabes (1884)
- Applications of Psychology to the Classification of Races (1886)
- 《민족발전의 심리학적 법칙：Les Lois Psychologiques de l’Évolution de Peuples》(1894)
- 《군중심리학：La Psychologie des foules》(1895)
- 《사회주의 심리학 Psychologie du Socialisme》(1896)
- L'Évolution de la Matière (1905)
- L'Évolution des Forces (1907)
- 《프랑스 혁명과 혁명의 심리：La Révolution Française et la Psychologie des Révolution》(1912)
- 《현대의 잠언집：Les Aphorismesdu Temps Présent》(13)
- Enseignements Psychologiques de la Guerre Européenne (1915)
- Psychologie des Temps Nouveaux (1920)
- Le Déséquilibre du Monde (1923)

## 참고 자료(문헌 등)
- '프로파간다' 에드워드 버네이스 지음
- '군중의 시대' 세르주 모스코비치 지음
- '집단심리학과 자아분석' 지그문트 프로이트 지음

## 같이 보기
- 가브리엘 타르드
- 프로이트
- 쇼펜하우어
- 카를 융
- 세르주 모스코비치
- 자크 랑시에르